# Jean Emond
Pour les articles homonymes, voir Emond.
Jean Emond, né le 27 janvier 1906 à Bourges et mort le 13 avril 1944 au camp de Buchenwald, près de Weimar en Allemagne, est un professeur d'histoire-géographie au lycée Ronsard de Vendôme, militant socialiste et résistant français.

## Biographie

### Résistance
En 1928 il est diplômé d’études supérieures d’histoire. Nommé au lycée Ronsard le 13 janvier 1937 en tant que répétiteur, il est titularisé le 1er octobre de la même année. Militant socialiste et éditorialiste dans Le Progrès de Loir-et-Cher, il est le secrétaire de la section SFIO de Vendôme. 
Pendant la guerre, il dirige le réseau de Résistance Libération-Nord sur le secteur de Vendôme jusqu'à son arrestation en novembre 1943,.

### Son arrestation
Les Calame, un couple de français travaillant pour la Gestapo, furent envoyés à Vendôme afin de démasquer les membres de la résistance vendômoise. Se faisant passer pour des réfugiés venus de la région parisienne, ils réussirent à duper Alphonse Collin, maire de Vendôme et fondateur du groupe « Vendôme A », qui leur présenta des amis résistants tels que Jean Emond. Désormais, ils allaient être en contact avec un réseau de patriotes qui se réunissait au café des époux Appert rue du Change.
Le 29 novembre 1943, le couple demanda au Dr France Emond de se rendre au café Appert où ils avaient invité leurs nouvelles connaissances, afin d'y soigner la cheville de Geneviève Danelle, alias Mme Calame. Une fois arrivée sur place la police fédérale allemande embarqua l'ensemble des personnes présentes dans l'établissement. Lorsque Jean Emond apprit que sa femme et son père avaient été faits prisonniers, il alla plaider leur innocence en se dénonçant malgré les avertissements de ses compagnons qui pensaient que son geste serait vain.
Jean Emond fut arrêté, il connut les prisons de Blois, Orléans et Compiègne avant que lui et son père, Lucien Emond, soient envoyés au camp de Buchenwald où ils moururent à quelques mois d'intervalle. Quant à France Emond, elle fut rescapée des camps de Ravensbrück et Bergen-Belsen où elle avait été déportée.

## Hommages
- Son nom a été donné à l'un des collèges de la ville de Vendôme[5].
- Son portait fait partie du « parcours de mémoire » réalisé par la ville de Vendôme rendant hommage à ses résistants.